# Christophe Malavoy
Christophe Malavoy (n. 21 martie 1952, Reutlingen, (Germania)) este un actor francez.

## Filmografie
- 1978 : Le Dossier 51
- 1978 : Les héros n'ont pas froid aux oreilles
- 1981 : Ma femme s'appelle reviens
- 1982 : L'Honneur d'un capitaine, de Pierre Schoendoerffer : Automarchi
- 1982 : La Balance
- 1984 : Souvenirs, souvenirs
- 1984 : Péril en la demeure
- 1985 : Bras de fer
- 1986 : La Femme de ma vie
- 1987 : Association de malfaiteurs
- 1987 : Le Cri du hibou
- 1987 : De guerre lasse
- 1988 : Médecins des hommes (TV)
- 1988 : Deux minutes de soleil en plus
- 1989 : La soule
- 1990 : Jean Galmot, aventurier
- 1991 : Madame Bovary
- 1992 : L'Affaire Seznec (TV)
- 1997 : Les Grands Enfants
- 1997 : La Ville dont le prince est un enfant (TV) (acteur et réalisateur)
- 1997 : C'est la tangente que je préfère
- 1999 : La Nube
- 2002 : Jean Moulin d'Yves Boisset (TV).
- 2004 : Le Dernier jour
- 2004 : Ceux qui aiment ne meurent jamais (TV)
- 2005 : Clara Sheller (TV)
- 2006 : Laura (TV)
- 2007 : Dombais et fils de Laurent Jaoui (TV)
- 2009 : De Feu et de Glace de Joyce Buñuel (TV)
- 2009 : 12 balles dans la peau de Pierre Laval d'Yves Boisset (TV)